# کوتانلو
کوتانلو (به ایتالیایی: Cottanello) یک کومونه در ایتالیا است که در استان ریتی واقع شده‌است.

## خصوصیات
کوتانلو ۳۶٫۴ کیلومترمربع مساحت و ۵۵۶ نفر جمعیت دارد و ۵۵۱ متر بالاتر از سطح دریا واقع شده‌است.